# Автоботы
Автобо́ты (англ. Autobots) — протагонисты вымышленной вселенной трансформеров, герои обширной коллекции комиксов, книг, мультфильмов и кинофильмов. На протяжении всей саги (почти всей) они представляются позитивными персонажами, противостоящими агрессивным и злым десептиконам. Самыми известными из лидеров автоботов являются Оптимус Прайм (англ. Optimus Prime), Бамблби (англ. Bumblebee), Родимус Прайм (англ. Rodimus Prime), Элита-1 (англ. Elita-1), Истребитель (англ. Star Saber) и Крепыш Максимус (англ. Fortress Maximus).

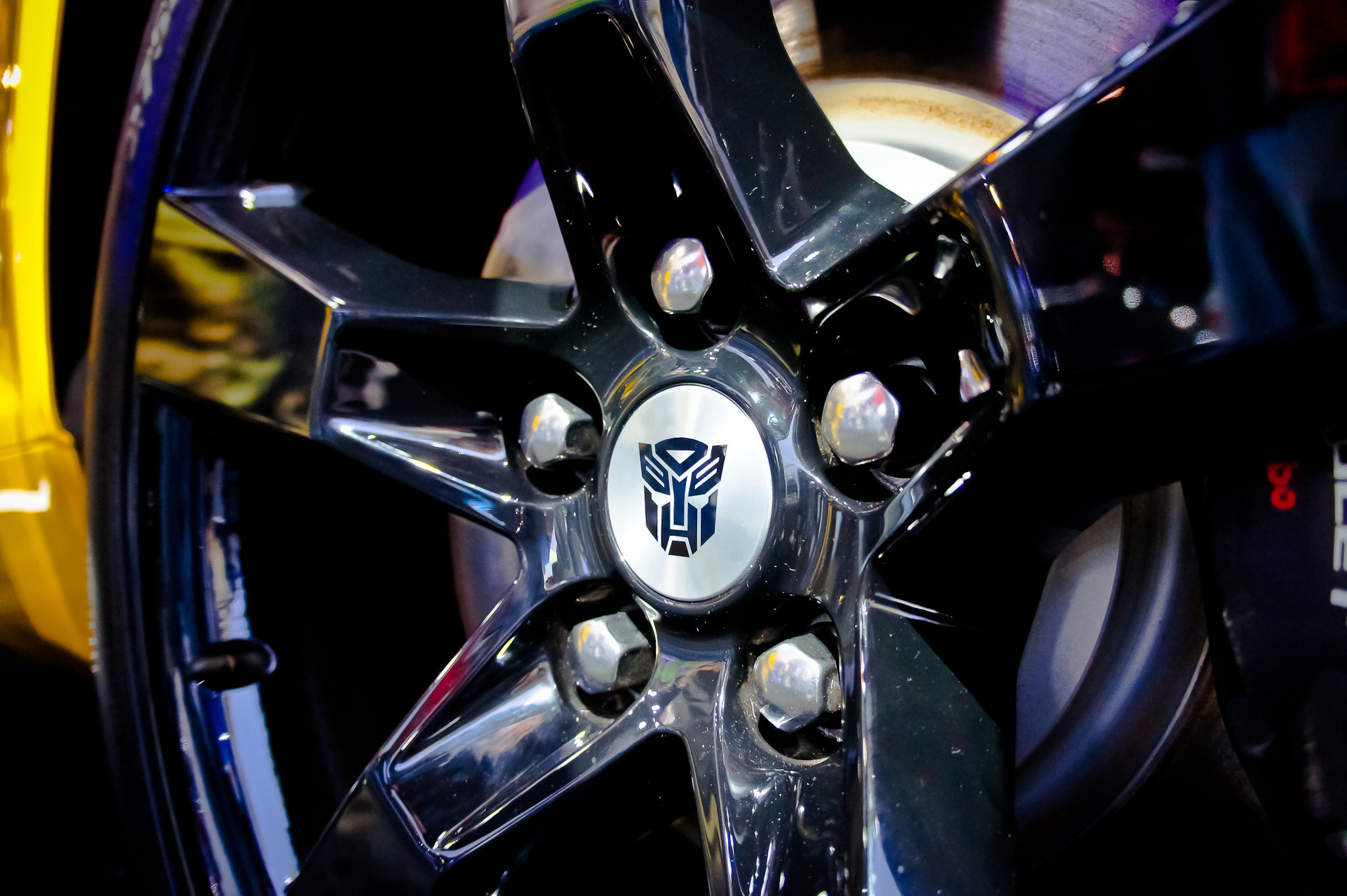
эмблема автоботов

Эмблема автоботов — стилизованное человеческое лицо.

## Происхождение
Согласно комиксам, все трансформеры были созданы Праймусом — богом-трансформером, который к моменту действия сюжета трансформировал себя в планету Кибертрон. Они являлись защитными механизмами, созданными с целью оберегать его от его злого брата Юникрона.
Согласно сюжетной линии мультфильмов, рисованных в США, Автоботы — это огромные роботы, созданные расой квинтессонов.
В кинофильме «Трансформеры» их название расшифровывается как «Автономные роботизированные формы жизни планеты Кибертрон».

## Предыстория
Автоботы представляют высшие идеалы Кибертрона. Будучи от природы не склонными к агрессии, Автоботы не выступают в этой роли даже в войне с Десептиконами. Напротив, они героически сражаются за мир, до последнего воина, до последней капли энергии. 
 Под руководством Совета Старейшин Автоботы были родоначальниками кибертронской цивилизации, о чём свидетельствует большинство известных учёным источников. Они составляли ядро цивилизации Кибертрона — во всяком случае, до появления группировки Десептиконов под командованием Мегатрона. (До этого времени представлялось, что все Трансформеры были Автоботами).

## Клан Праймов
Хотя у Автоботов был Совет Старейшин, лидерство по давней традиции сосредоточивалось в одних руках. Вождю вручалась Матрица Лидерства Автоботов, настроив которую, он становился могущественным Праймом. Пост лидера традиционно занимали мудрейшие и самые уважаемые из Автоботов, срок правления которых продолжался до тех пор, пока очередной Прайм не умирал или не отправлялся в неизведанные края на покой. Обычно он сам выбирал своего преемника, хотя могли быть и исключения (например, в фильме «Трансформеры: The Movie» Оптимус Прайм перед смертью передал Матрицу Ультра Магнусу, но тот не смог открыть её и использовать её силу, и потому не стал очередным Праймом).

### Праймы
- Прима  — самый первый трансформер и первый носитель Матрицы, обладатель Звёздного Меча. Но он носил матрицу не в грудном отделе, как большинство Праймов, а в рукояти Звëздного Меча. Был немного высокомерен, из-за своей ответственности.
- Лидж Максимо  - лжец и манипулятор, тайный руководитель кибертронской империи.
- Нексус Прайм — прародитель гештальтов, состоящий из пяти ботов из разных измерений, это: автобот Скайфолл и десептикон Лэндквэйк (из вселенной Galaxy Force), автобот Брейкэвей (из вселенной Classics), десептикон Топспин (из вселенной транстеков), а также героический десептикон Хитвэйв (из вселенной Shattered Glass). Владеет мощным артефактом - Энигмой Комбинации.
- Квинтус Прайм  - создатель расы квинтессонов и мечтатель. После того, как он улетел на планету Квинтесса, его судьба не была известна. Однако, по предложению Альфа Триона, его убили собственные творения.
- Логос Прайм — первый кассетник.
- Бист Прайм — предок максималов.
- Алхемист Прайм — друг Альфа Триона, просветитель Кибертронской цивилизации.
- Оникс Прайм  - предок всех звероморфных трансформеров.
- Амальгамус Прайм — трикстер, предок всех шифтеров (трансформеров-оборотней). Главный шутник, его корпус постоянно находился в движении, меняя агрегатные состояния. Его товарищи Праймы считали, что ему нехватает серьëзности.
- Солус Прайм — единственная женщина-бот в истории Праймов. Легендарный кузнец, создатель множества кибертронских артефактов и обладатель Молота Солуса.
- Мегатронус Прайм  — также известен как Фоллен. Один из первых Тринадцати Праймов, он предал своих собратьев, после чего за это (и за убийство Солус Прайм) и был отправлен в изгнание. Мегатрон назвал себя именно в его честь. Появляется в фильме Трансформеры: Месть падших.
- Гвардиан Прайм  (первоначально — Пре-Трансформер) — ему передалась Матрица, однако позднее был убит. Судя по внешности, он — предок Хот Рода.
- Альфа Прайм  (первоначально — Альфа Трион, также А-3) — 11 миллионов лет назад возглавил восстание трансформеров против владычества Квинтессонов, в результате которого те были изгнаны с Кибертрона[3]. Со временем отошёл от дел, но остался старейшим и мудрейшим из автоботов; долгое время был хранителем Сигма Компьютера. Не́когда Альфа Трион создал Оптимуса Прайма[4], и тесная связь между ними сохранилась даже тогда, когда Альфа Трион слился с Сигма Компьютером. Оптимус неоднократно обращался к своему «отцу» за советом и помощью.
- Вектор Прайм  — легендарный Хранитель Времени и Пространства, трансформер почти такой же старый, как и само время. Вектор Прайм был одним из первых 13-и трансформеров, созданных на заре времён Праймусом, первым лидером автоботов и носителем Матрицы Лидерства. Миллионы лет он, по поручению Праймуса, находился вне действия временного потока, наблюдая за историей Вселенной. Тем не менее, он вынужден был примкнуть к современным автоботам, когда возникла угроза Чёрной Дыры. Вектор Прайм обладает огромным количеством знаний с самого начала времени, именно он является ключевой фигурой в поисках Кибер-ключей Планет, поскольку очень многое знает о них. Как и любой автобот, он очень ценит жизнь, и всегда защищает её.
- Микронус Прайм —  - последний из Тринадцати Праймов. Благодаря своему росту (какой кстати близок к размеру миникона) содержит больше энергии, чем четыре других Прайма вместе взятые. При этом он может подсоединиться к любому из собратьев и поделиться этой энергией, используя камень Химеры. После разрыва связи он мог временно копировать способности тех, с кем соединялся, опять же, благодаря камню. Появляется в мультсериале Трансформеры: Роботы под прикрытием в качестве временного наставника Оптимуса Прайма.
- Номиус Прайм — предшественник Зеты Прайма[5].
- Зета Прайм  — согласно версии игры, охранял устройство, позволяющее активировать Ключ Омеги. После поражения от рук Мегатрона, Саундвейва и Брейкдауна считался погибшим. Но на самом деле был пленён в тюрьме Каона, где камера Зеты была под охраной Саундвейва. Позже был освобождён Оптимусом, Бамблби и Сайдсвайпом, но вскоре после освобождения скончался от полученных повреждений. Трансформеры: Начало Зета Прайм — Один из Тринадцати Праймов и первый обладатель Матрицы Лидерства. Когда Тысяч лет назад Война против Квинтессонов. А Сентинел он предал Праймов и убил Зета Прайма.
- Сентинел Прайм  — по версии фильма «Трансформеры 3: Тёмная сторона Луны» был непосредственным предшественником Оптимуса Прайма на посту лидера автоботов, но впоследствии перешёл на сторону десептиконов. Трансформеры: Начало — Сентинел Прайм Предательство Праймов и помощник Главнокомандующего Квинтессона.
- Оптимус Прайм  (первоначально — Орион Пакс) — на протяжении последних 7-ми миллионов лет являлся бессменным лидером автоботов; в 2005 году временно покинул пост по причине своей смерти от руки Мегатрона.
- Немезис Прайм  - тëмный клон Оптимуса Прайма. Появляется в мультфильме Трансформеры Прайм. Также появляется в фильме Трансформеры: последний рыцарь, был переобразован из Оптимуса в Немезиса Прайма Квинтэссой.
- Родимус Прайм  (первоначально — Хот Род) — был лидером автоботов в период с 2005 по 2007 год (до возвращения Оптимуса Прайма). Согласно версии японского сериала «Headmasters», в 2011 году вернулся на пост лидера, когда Оптимус Прайм в очередной раз пожертвовал своей жизнью ради того, чтобы предотвратить взрыв Сигма Компьютера[6]. Однако после того, как Кибертрон был взорван подручными Скорпонока, решил, что больше не достоин возглавлять автоботов, и отправился в странствие по Вселенной — искать мир без войн и разрушений. Появляется в фильме Трансформеры: последний рыцарь.[7].
- Го Прайм  — мастер меча.

## Война
Когда разразившаяся война расколола Кибертрон, Автоботы объединились под командованием Оптимуса Прайма. Так они оказались в самом пекле войны, которая изменила их мир до неузнаваемости. Оптимус Прайм действовал с большой проницательностью, создав ядро армии из 19 знаменитых воинов. Именно их он взял с собой в первый полет «Арка», не предполагая, конечно, что он затянется на столь длительное время — после крушения на Земле экипаж «Арка» был в состоянии дезактивации 4 миллиона земных лет. Во время их отсутствия на Кибертроне Автоботы несколько сдали свои позиции. Их возглавили Крепыш Максимус и Ультра Магнус, но им не удавалось, подобно Оптимусу Прайму, объединить Автоботов и воодушевить на великие свершения. Так перед Великим Упадком Кибертрона Автоботы растеряли все, что приобрели под руководством Оптимуса Прайма.

## После Великого упадка Кибертрона
Когда Кибертрон был пробужден Шоквейвом, изначальное недоверие к нему Автоботов быстро улетучилось, когда многие их соратники согласились разделить с ним лидерство на Кибертроне. Некоторые Автоботы не согласились с такой позицией своих товарищей и сформировали подпольное движение сопротивления. Именно тогда начиналась слава юного Хот Рода, который стал лидером самой радикальной группы, члены которой отдавали должное его отваге, преданности и бескорыстию. Его учителем был ветеран Автоботов Кап, многое повидавший и опытный в военных делах. Сплав задора и расчетливости сделал своё дело, и очень скоро их партия прославилась активными подрывными действиями против диктаторского режима Шоквейва.
С возвращением Оптимуса Прайма на Кибертрон Автоботы забыли о разногласиях и снова посвятили свои жизни борьбе с Десептиконами.

## Команды автоботов
Некоторые автоботы объединяются в особые команды; самые известные из них — это:
- Диноботы (лидер — Гримлок): при трансформации принимают облик механических динозавров. Способность к слиянию у них отсутствует[8], но она им и не требуется, так как и без этого они являются чуть ли не сильнейшими из всех автоботов (за исключением, разве что, Оптимуса Прайма, хотя это очень спорно — ведь и ему в схватке с диноботами пришлось нелегко). Диноботы никогда не были «гигантами мысли», зато в бою им нет равных: из всех десептиконов только Девастатор рискует вступить с ними в бой (всем прочим, включая Мегатрона, это не под силу). Ещё одна уникальная способность диноботов — умение летать.
- Аэроботы (лидер — Сильверболт): трансформируются в самолёты различных моделей. Среди автоботов имеют наивысшие показатели скорости. Они были созданы специально для противодействия Эффектиконам — отряду десептиконов, трансформирующихся в автомобили; как сказал Оптимус Прайм, «Если Мегатрон ждёт нас на дорогах, мы будем сражаться с ним в небе»[9]. Аэроботы стали первой командой автоботов, способной составлять гештальт — воздушного воина Супериона.
- Протектоботы (лидер — Хот Спот): принимают при трансформации форму спасательной техники; однако, помимо спасательных операций, они нередко появляются и на поле боя в качестве надежной ударной силы. Смелые и беззаветно преданные идеалам автоботов, протектоботы вместе составляют Дефенсора — верного защитника людей.
- Техноботы (лидер — Скатторшот) — Абсолютно разные по натуре, характерам и альт-формам техноботы, тем не менее, прекрасно работают вместе в любой ситуации, будь это очередная перестрелка с десептиконами или «обычная» спасательная операция. Как ни странно, но создателем этой «продвинутой» команды был не кто иной, как Гримлок (в результате одной аварии он превратился в настоящего гения). Но чтобы новые трансформеры смогли одолеть такого опасного врага, как Абоминус, лидер диноботов передал свой обретённый суперинтеллект составному роботу техноботов — могучему гиганту Компьютрону.

### Прочие команды и объединения
- Троттлботы/Дроссельботы (лидер — Голдбаг) — команда автоботов, представляющая собой гарнизон Метроплекса.
- БРАТЬЯ-АВТОБОТЫ (лидер — Икс-Броун) — команда, состоящая из трёх автоботов — Икс-Броуна, Проула и Сайдбёрна.
- Рэкеры (лидер — меняется[10]) — ударный спецотряд автоботов, которые ведут войну «по своим правилам». Самые известные из Рэкеров — Балкхэд и Уилджек, а также Родимус и Спрингер. В фильме отряд Рэкеров состоит из Родбастера, Лидфута и Топспина. Лидером является Роудбастер.
- «Объединённый отряд „Удар Молнии“» (англ. Lightning Strike Coalition) (лидер — Гримлок) — силовой отряд автоботов, соперничающий с Рэкерами[11][12].